# Опсіт
Опсіт (*груз. ოფსიტე; д/н — після 550) — співцар Лазики близько 541—550 років.

## Життєпис
Ймовірно молодший син царя Дамназа. Згадується у праці візантійського історика Прокопія Кесарійського. Ймовірно після смерті брата Цате I близько 540 року виступив проти його сина і спадкоємця Губаза II. Останній погодився розділити владу з Опсітом. Той отримав північні області Лазики і титул царя.
Був одружений з візантійською аристократкою Феодорою. У 541 році долучився на боці Візантії у війні проти Персії. Під час одного з вторгнень перських військ до володінь Опсіта, в області Апсілія в полон потрапила дружина Опсіта.
За різними версіями 550 року внаслідок послаблення візантійського вплив на Кавказі Опсіт вирішив стати самостійним правителем Абазгії. Але повстання було придушено. Сам Опсіт втік до савірів, його подальша доля невідома.